# Unholy Crusade
Unholy Crusade — третий студийный полноформатный альбом шведской группы Lord Belial, вышедший в 1999 году.

## Список композиций
1. Summon the Legions — 1:08
2. Unholy Crusade — 3:47
3. War of Hate — 6:33
4. Lord of Evil Spirits — 4:37
5. Death is the Gate (Mors Iannua Bitae) — 10:15
6. Bleed on the Cross — 2:58
7. Divide Et Impera — 8:13
8. Master of Destruction — 4:27
9. Night Divine — 3:41
10. And Heaven Eternally Burns (Realm of a Thousand Burning Souls, Part 2) — 8:16

## Участники записи
- Dark — вокал, гитара
- Vassago — гитара
- Bloodlord — бас
- Sin — ударные